# Bayonetta
Bayonetta er et actionspil udviklet af PlatinumGames og udgivet af Sega. Spillet kom oprindeligt ud i Japan til Xbox 360 og PlayStation 3 i oktober 2009, og i Europa og Nord-Amerika i januar 2010. Det blev senere udgivet til Wii U samtidig med efterfølgeren Bayonetta 2, der blev udgivet september 2014 i Japan og oktober 2014 i Europa og Nord-Amerika. En forbedret udgave af spillet blev udgivet til Microsoft Windows 11. april 2017 på Steam. Bayonetta blev udgivet internationalt til Nintendo Switch februar 2018, også samtidigt med efterfølgeren.
Bayonetta finder sted i Vigrid, en fiktiv by i Europa. Spillet handler om heksen Bayonetta, der kan omdanne sig og bruge flere forskellige våben. Hun behersker også magi, og kan bruge sit eget hår til at påkalde dæmoner. Spillet bruger et karaktersystem som giver spillere karakterer afhængig af præstationen i spillet, samt et kampsystem der ligner det i Devil May Cry-serien.